# Robotnicy Przemysłowi Świata

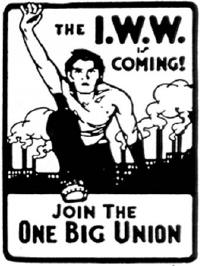
Grafika zachęcająca do wstępowania do IWW

Robotnicy Przemysłowi Świata (ang. Industrial Workers of the World, IWW) – rewolucyjny związek zawodowy założony w 1905 w Chicago; odwołuje się w swych założeniach do rewolucyjnego syndykalizmu.

## Założenia i pierwsze lata działalności
Związek został założony przez działaczy rozczarowanych strukturą, taktyką i zasadami Amerykańskiej Federacji Pracy (American Federation of Labor – AFL). Organizacja skupiać miała robotników, których związki AFL nie chciały włączyć w swoje szeregi – imigrantów, prostych, niewykwalifikowanych robotników, lumpenproletariat. Miał to być związek obejmujący cały kraj i większość klasy robotniczej (hasło „One big union”). Według założycieli tylko taki związek mógł przeciwstawić się sile kapitalistów. Związek podzielony jest na autonomiczne związki branżowe, które łatwiej bronią specyficznych interesów robotników w każdym przemyśle i lepiej przygotowują ich do przejęcia produkcji przez rewolucyjny związek w odpowiedniej chwili.
Początkowo IWW był związkiem prezentującym w swych szeregach przekrój ideowy całej lewicy. Jednak podczas IV zjazdu we wrześniu 1908 r. usunięto z szeregów związku zwolenników socjalisty Daniela de Leona (utworzyli oni konkurencyjny Międzynarodowy Związek Robotniczy) i pod wpływem Williama Haywooda odrzucono metody walki politycznej. Wzorując się na rewolucyjnym syndykalizmie z Francji i Hiszpanii za jedyne środki działania uznano akcję bezpośrednią, tj. sabotaż i strajk. Znane jest twierdzenie Haywooda: „Wszystko, co robotnicy powinni czynić – to trzymać ręce w kieszeniach, a klasa kapitalistów zostanie zmieciona”.
Związek rozwijał się dynamicznie do pierwszej wojny światowej. Jego sekcje zaczęły powstawać poza USA w krajach Ameryki Łacińskiej i Australii.
W USA związek przeprowadził szereg bojowych strajków, z których najbardziej znane to strajk w fabrykach Trustu Stalowego w McKees Rocks w lipcu 1909 r. (4000 robotników 16 narodowości) czy wielki strajk włókniarzy w Lawrence w 1912 r.
IWW znane było także z kampanii walki o wolność słowa, prowadzonych w latach 1909–1912 (w samym tylko miasteczku Spokane aresztowano 500 agitatorów). Bodaj jako pierwsi działacze IWW sięgnęli po „kulturę masową” jako środek propagandy – jednym z ich najbardziej znanych działaczy był słynny piosenkarz Joe Hill. W roku 1912 organizacja liczyła ponad 50 tys. członków.

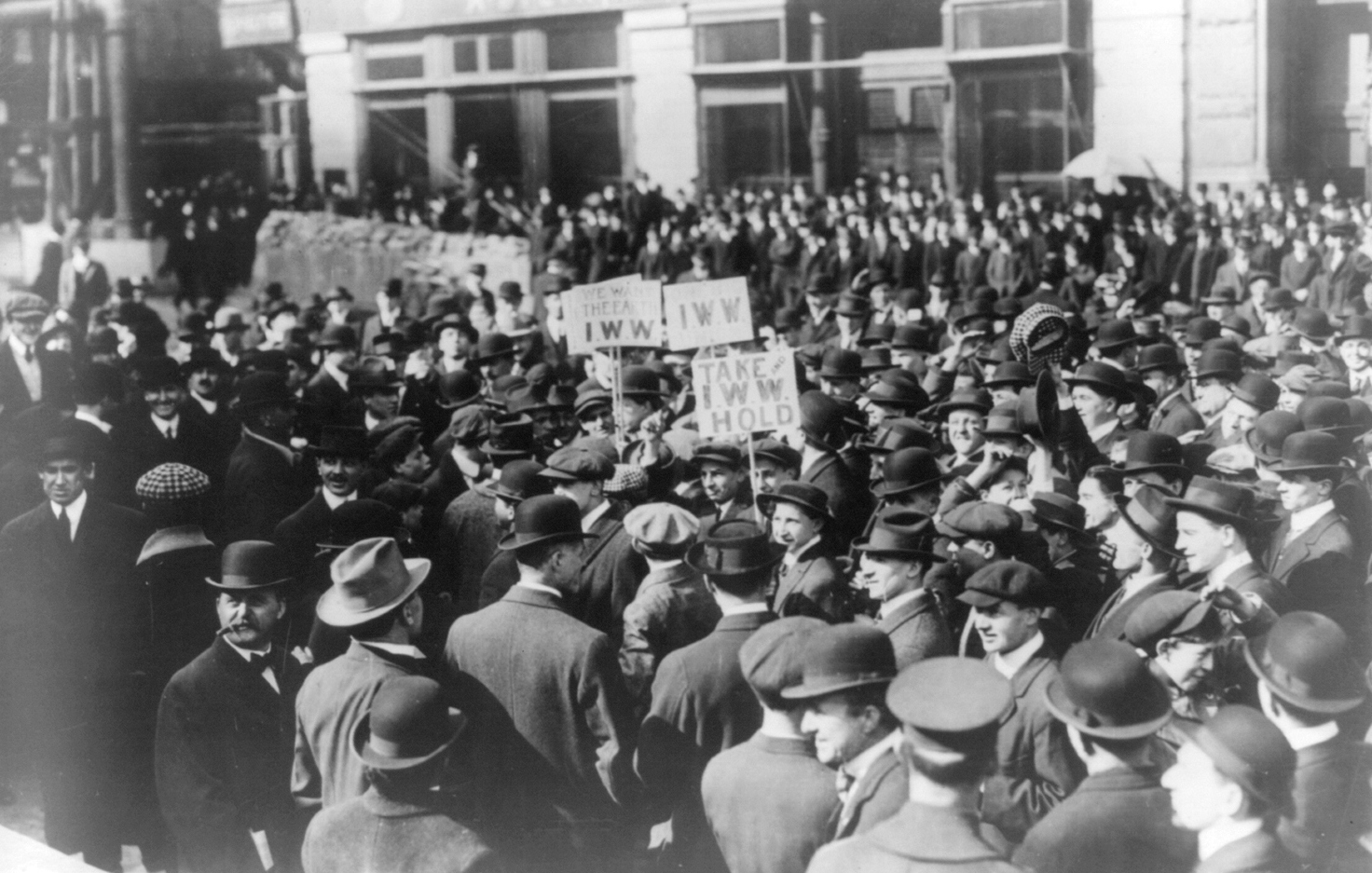
Rok 1914 demonstracja IWW w Nowym Jorku

W latach 1914–1916 – IWW stał się największą i najlepiej zorganizowaną organizacją rewolucyjną w USA. Przeprowadzał zmasowane i szczegółowo zaplanowane akcje strajkowe i sabotażowe w wielu ważnych gałęziach rolnictwa i przemysłu. Wraz z przystąpieniem USA do wojny w 1917 r. intensywność tych walk jeszcze przybrała na sile. Towarzyszyło im wiele demonstracji antywojennych i protestów głodowych.
Napisana w 1915 przez Ralpha Chaplina piosenka „Solidarity Forever” stała się hymnem związku.

## Emigranci polscy w IWW
Zgodnie ze swoimi założeniami IWW szczególną uwagę poświęcało organizowaniu w związki imigrantów z innych krajów, w początkach XX wieku sporą ich liczbę w USA stanowili polscy robotnicy.
W połowie 1907 r. związek rozpoczął wydawanie literatury i broszur agitacyjnych po polsku, wśród nich przede wszystkim „Zasad i konstytucji Robotników Przemysłowych Świata”. Powstawały także wówczas pierwsze, nieliczne oddziały polskie.
W większej liczbie polskie oddziały IWW zaczęły powstawać podczas fali strajków w latach 1909–1912. Podczas wystąpień imigrantów, niewykwalifikowanych robotników w przemyśle stalowym w latach 1909 i 1910 w McKees Rock, Hammond, South Bethelem, Scheville IWW koordynowało walkę strajkową. Innym sukcesem IWW, jeżeli chodzi o organizacje imigrantów, był strajk w roku 1912 w Lawrence, Mass. Rozpoczął się on spontanicznie, IWW przyłączyło się dopiero po dwóch dniach. Kilkuset Polaków wstąpiło wówczas do związku.
Pod wpływem tych sukcesów 1 maja 1910 r. ukazał się pierwszy numer pisma „Solidarność. Oficjalnego organu polskich członków IWW”. Inicjatorem i wydawcą był polski oddział nr 317 w Buffalo, osobiście zaś W. A. Zieliński. Do 1 grudnia 1910 pismo wychodziło jako miesięcznik. Następnie redakcję przeniesiono do Chicago, gdzie ukazywało się jako tygodnik od 15 marca do 15 października 1911 r. Później „z powodu niedostatecznego wsparcia” wydawnictwo zamknięto. Latem 1913 r. polscy członkowie oddziałów w Chicago postanowili pismo wznowić – nowy numer ukazał się 23 września 1913 r. Pismo cały czas borykało się ze znacznymi trudnościami finansowymi, jednak kres jego ukazywaniu położyła decyzja Dyrekcji Poczty zakazująca dystrybucji „niepatriotycznych” wydawnictw. 15 września 1917 r. ukazał się ostatni, czternasty numer „Solidarności”.
Staraniem anarchistów działających w IWW wydano polskie tłumaczenia broszur Piotra Kropotkina „Konieczność rewolucji” i Jean Grave’a „Społeczeństwo przyszłości”.
Mimo szeroko zakrojonej propagandy Polacy byli najmniej liczną grupą narodową reprezentowaną w IWW. W roku 1914 polskie oddziały skupiały około 700 Polaków, najbardziej ustabilizowane sekcje polskie istniały w Chicago, Fali River, Holyokee, New Bedford i Baltimore.

## Zmasowane represje wobec związku
Po wybuchu I wojny światowej związek był głównym organizatorem kampanii antywojennej, co stało się pretekstem do frontalnego ataku na związek ze strony władz amerykańskich. W maju 1917 roku Kongres uchwalił poprawki do Ustawy o szpiegostwie i Ustawy o cudzoziemcach. Obydwa akty prawne miały położyć kres „nastrojom wywrotowym” wśród obywateli USA i wśród osiadłych na stałe cudzoziemców. Ustawy zostały w dużej mierze uchwalone pod wpływem działań IWW i uderzały głównie w ten związek. Znane stało się powiedzenie senatora Kennetha McKellera z Tennessee: „Jeśli nie możemy przekonać kogoś do lojalności, to nadszedł czas, żeby go do lojalności zmusić.”
Poprawka do Ustawy o Szpiegostwie stanowiła o tym, że „kiedy Stany Zjednoczone są w stanie wojny, celowa wypowiedź pisana lub mówiona oraz publikacja jakiejkolwiek nielojalnej, obelżywej lub napastliwej opinii o formie rządu Stanów Zjednoczonych, Konstytucji Stanów Zjednoczonych, Siłach Zbrojnych Stanów Zjednoczonych, fladze Stanów Zjednoczonych, mundurze Sił Zbrojnych Stanów Zjednoczonych, a także każda wypowiedź mająca na celu wywołanie pogardy, lekceważenia, zniewagi lub krytyki [powyższych]” stały się ciężkim przestępstwem, zagrożonym karą 20 lat więzienia.
W związku z ustawą postawiono przed sądem ok. 2 tys. działaczy społecznych. Co najmniej 30 dysydentów politycznych dostało wyroki 25 lat więzienia, a około 70 osób wyroki 10-letnie.
Koordynacją serii ogólnokrajowych akcji represyjnych przeciwko IWW zajęła się samodzielna służba dochodzeniowa ministerstwa sprawiedliwości Bureau of Invistigation (poprzedniczka FBI). Naloty policyjne, prowadzone były przez lokalne policje i Amercian Protective League (APL), prawicową organizację której członkowie określali się mianem „strażników” (nosili w marynarkach znaczki „Wsparcie Departamentu Sprawiedliwości Stanów Zjednoczonych”).
Działaczy skazanych na podstawie Ustawy o Szpiegostwie wtrącano do więzień federalnych, przede wszystkim Leavenworth w Kansas, gdzie na skutek złych warunków sanitarnych zmarło 14 więźniów politycznych.
Wskutek obław i nalotów na lokale IWW, przeprowadzonych w 24 stanach, ponad 200 przywódców IWW zostało skazanych za „jawne podżeganie do odmowy służby wojskowej”. William Haywood otrzymał za to wyrok 20 lat więzienia (zdołał zbiec z USA i osiedlił się w Rosji). Kongresmen z Nowego Meksyku, W.B. Walton, stwierdził po wyroku: „Dwadzieścia lat! Dwadzieścia lat więzienia dla kogoś, kto powinien zostać rozstrzelany w 24 godziny po tym, jak odkryto przestępstwo.”
Rozporządzeniem ministerstwa sprawiedliwości, IWW zostało określone jako „spisek przeciwko interesom gospodarczym”. Tysiące członków IWW i ich sympatyków, którzy strajkowali na strategicznych polach naftowych Kalifornii i w kopalniach Arizony, zostało aresztowanych i umieszczonych w obozach koncentracyjnych na pustyni.
W lipcu 1917 roku w górniczym okręgu Bisbee w Arizonie rozpoczął się strajk organizowany przez IWW. Właściciele kopalni z pomocą lokalnej policji i grup „strażników”, wyprowadzili członków IWW i ich zwolenników z domów, wypędzając z miasta pod lufami karabinów ponad 1200 „wywrotowców” i zabijając jedną osobę. Poza miastem czekały wagony, podstawione przez firmy El Paso i Southwestern Railroad, które wywiozły buntowników na pustynię, niedaleko Columbus, w Nowym Meksyku. Tam wojsko umieściło ich w obozach koncentracyjnych.
W sierpniu 1917 r. Dyrektor Poczty na mocy z Ustawy o Szpiegostwie, odmówił rozprowadzania ponad 100 publikacji, które uznała za „niepatriotyczne” (w tym wszystkich publikacji IWW). Przez co ich dystrybucja stała się niemożliwa
W 1918 władze wraz z prawicowymi bojówkami przeprowadziły tzw. „obławy na dekowników”. Akcje oczyszczające dotknęły około 90 tysięcy mężczyzn. Jedynie co dwusetny z nich faktycznie uchylał się od służby wojskowej.

## IWW po wojnie

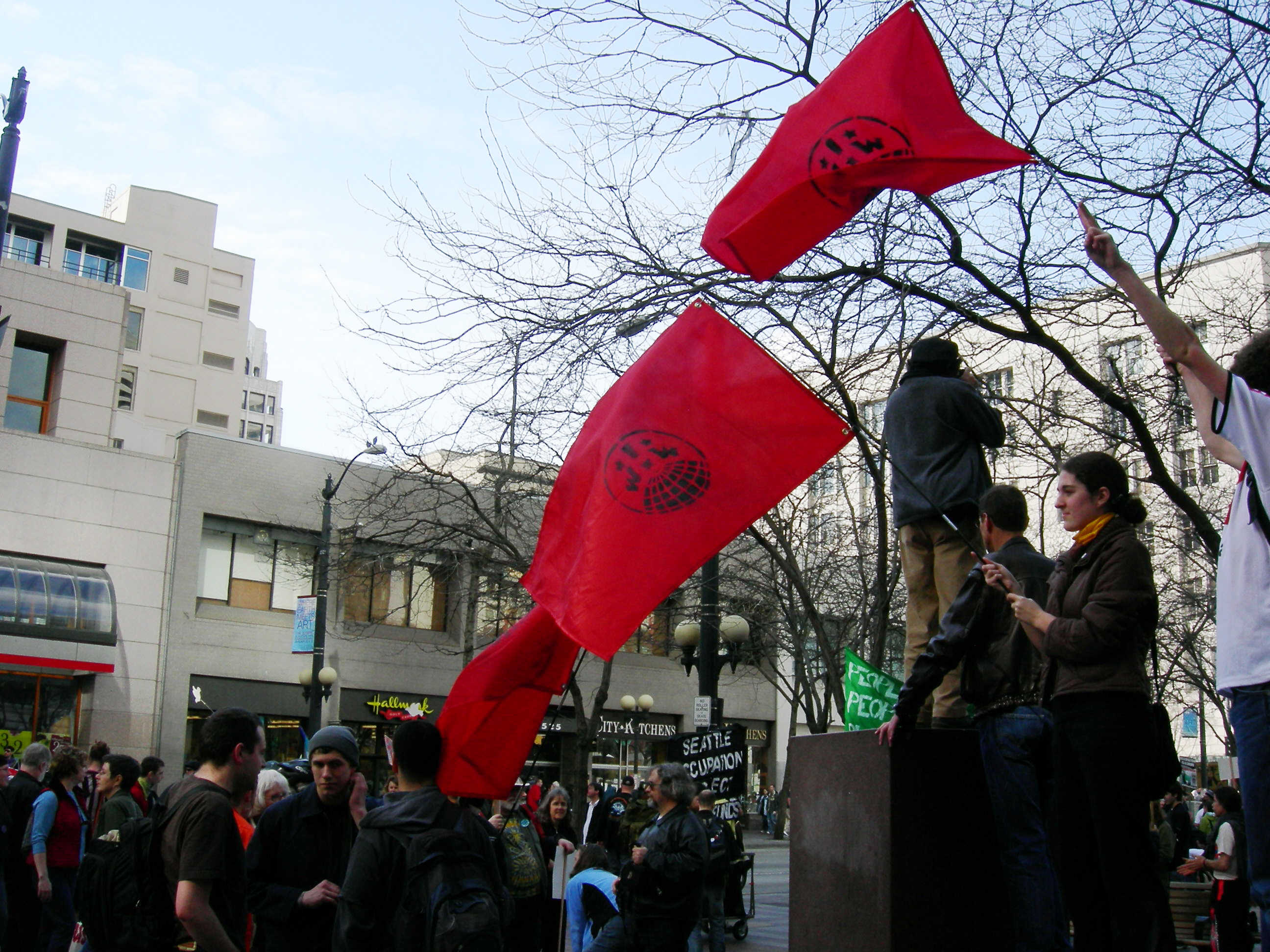
Członkowie IWW podczas demonstracji w marcu 2007. w Seattle (USA)

Skala represji wobec związku była tak znaczna że po wojnie IWW nie odzyskał już swych dawnych wpływów. Nie przestał jednak istnieć. W 1923 liczył ok. 100 tys. członków. Jeszcze w 1934 był jednym z głównych organizatorów strajku generalnego w San Francisco.
Po II wojnie światowej IWW przystąpił do odbudowy sieci swoich komórek związkowych jednak napotykał na szereg trudności ze strony władz. Nasiliły się one w czasach nagonki antykomunistycznej prowadzonej przez senatora McCarthy’ego. Dopiero w latach 60. na fali protestów przeciwko wojnie w Wietnamie IWW mogło rozpocząć regularną działalność.
W 2004 działalność IWW w USA stała się głośna po tym jak związkowi udało stworzyć się swoje komórki w sieci kawiarni Starbucks. Sieć była znana ze swojej niechęci do związków zawodowych.

## IWW w Polsce
20 października 1998 r. ukonstytuował się w Polsce Komitet Organizacyjny polskiej sekcji IWW. Został on zarejestrowany w sądzie w 1999 r. pod nazwą „Światowy Związek Pracowników IWW Polska”. Związek miał sekcje w Warszawie i Krakowie, jednak na skutek braku sukcesów organizacyjnych zakończył swą działalność po kilku latach.

## Pozostałe informacje
- w języku angielskim istnieje neologizm the Wobblie oznaczający „członka IWW”
- historia walk związkowych IWW jest tłem dla amerykańskiego filmu Czerwoni (reż. Warren Beatty, 1981); film opowiada historię lewicowego dziennikarza Johna Reeda; w 1982 roku film został uhonorowany trzema Oscarami: dla Beatty’ego za reżyserię, Maureen Stapleton za rolę anarchistki Emmy Goldman oraz dla operatora filmowego
- amerykański senator, przewodniczący senackiej komisji śledczej Joseph McCarthy oskarżył o przynależność do IWW (w domyśle: bycie sympatykiem „komunistów”) dziennikarza telewizji CBS Edwarda R. Murrowa, autora nieprzychylnych dla McCarthy’ego programów telewizyjnych; Edward Murrow jest bohaterem nominowanego do Oscara filmu Good Night and Good Luck (reż. George Clooney, 2005); w filmie zaprzecza on oskarżeniom senatora jakoby należał kiedykolwiek do IWW; w rzeczywistości nie ma żadnych dowodów jakoby Murrow podpisał deklarację członkowską, jednak przed pójściem na uniwersytet, aby zarobić na naukę, pracował jako drwal w mieście Beaver Camp; istniała tam silna sekcja IWW pracowników przemysłu drzewnego i Murrow uczestniczył w akcjach strajkowych organizowanych przez związek[6]